# Andrea Gritti

Porträt Grittis von Tizian, 1540, das den übergewichtigen Dogen idealisiert, wie es die meisten Dogenporträts des 16. Jahrhunderts taten; Öl auf Leinwand, 133,6 mal 103,2 cm, National Gallery of Art, Washington

Andrea Gritti (* 17. April 1455 in Bardolino; † 28. Dezember 1538 in Venedig) war, wenn man der Zählweise der staatlich gesteuerten Geschichtsschreibung der Republik Venedig folgt, deren 77. Doge. Gritti füllte dieses Amt zwischen seiner Wahl am 20. Mai 1523 und 1538 aus, nachdem er bereits eine diplomatische und militärische Karriere aufzuweisen hatte.
Doch mehr als die erste Hälfte seines Erwachsenenlebens, bis etwa 1502, verbrachte er als Weizenhändler in Konstantinopel, der Hauptstadt des Osmanischen Reichs, wobei er gute Kontakte zum dortigen Hof unterhielt. Ab August 1499 wurde er allerdings 32 Monate lang wegen Spionage gefangengesetzt.
Durch seine Sprachkenntnisse und seine fortbestehenden Kontakte erreichte er 1503 mit den Osmanen nach vierjährigen Kämpfen einen Friedensschluss. Binnen weniger Jahre gelang Gritti nun eine politische und militärische Karriere im Kampf gegen das Römisch-deutsche Reich. Er führte das venezianische Landheer, geriet in französische Gefangenschaft und erreichte schließlich, dass sich die Stadt 1512 mit Frankreich verbündete. In einer abenteuerlichen Flucht schlug er sich 1513 nach Venedig durch und verteidigte Padua gegen die kaiserlichen Truppen. 1517 zog er in Verona ein.
Bereits im Jahr 1521 war er Kandidat bei der Dogenwahl, erlangte dieses Amt aber erst zwei Jahre später. Doch war er, in Erinnerung an die Verschwörung von 1355, innerhalb des Stadtadels so umstritten, dass einige fürchteten, er wolle eine Tyrannei errichten. Er versuchte, die Gegensätze zwischen den dominierenden Familien des Adels und den übrigen, von Staatsämtern materiell abhängigen Familien zu nutzen, hielt sich aber weitgehend an seinen Amtseid, der zahlreiche Einschränkungen seiner Macht vorsah. Außenpolitisch drängte er vergebens auf eine Friedenspolitik dem Osmanischen Reich gegenüber. In Italien zog sich Venedig 1523 aus den Italienischen Kriegen zurück, die von 1494 bis 1559 vor allem zwischen Frankreich und dem Römisch-deutschen Reich wüteten.

## Familie

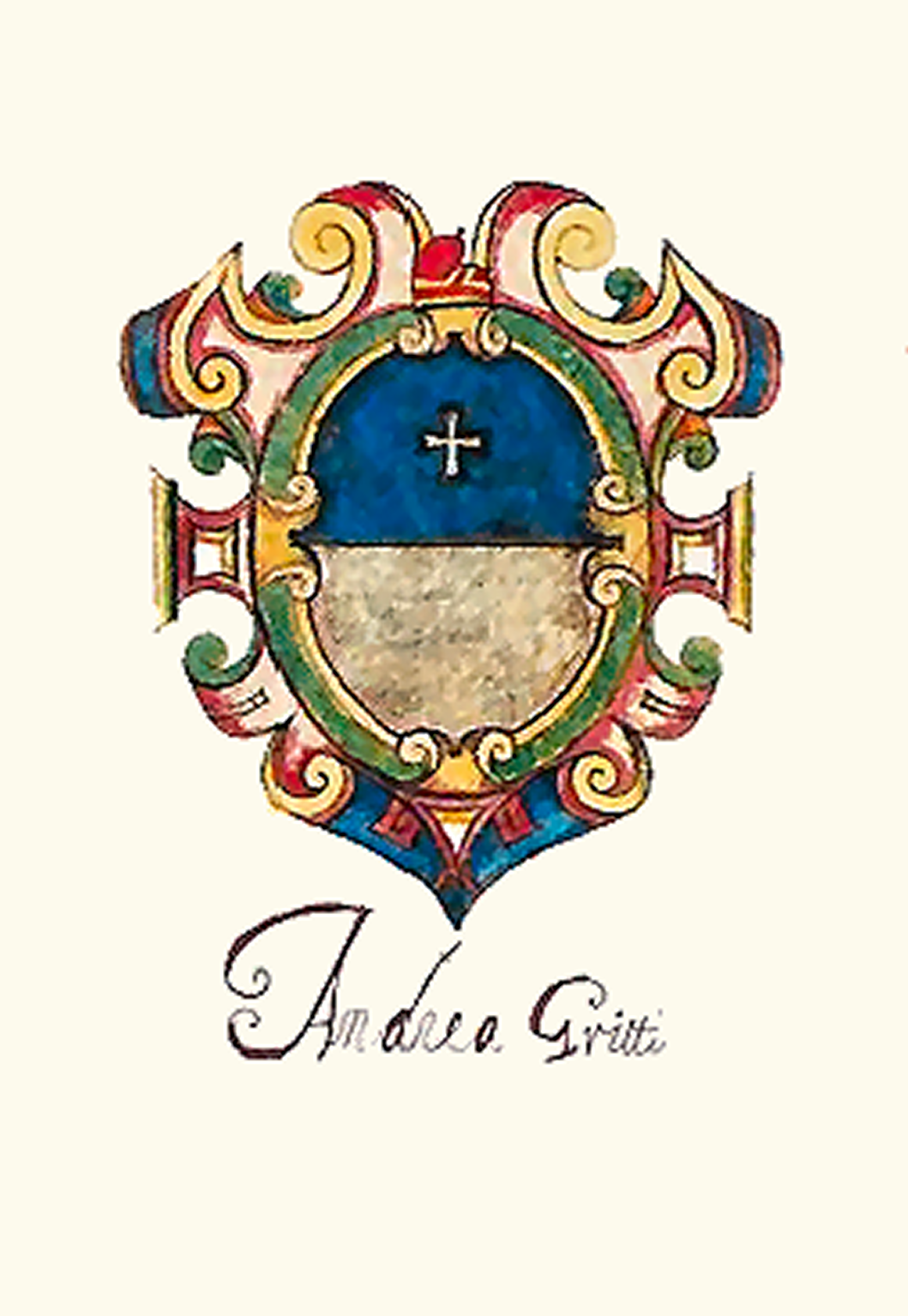
Wappen des Andrea Gritti, 17. Jahrhundert

Seine Eltern waren Francesco di Triadano und Vienna di Paolo Zane. Doch starb sein Vater früh, seine Mutter heiratete 1460 Giacomo Malipiero di Dario. Das Paar hatte zwei Kinder, nämlich Paolo und Michele, die für Andrea Gritti wie Brüder waren. Um Andrea kümmerte sich der Großvater väterlicherseits, der zunächst für seine Bildung im eigenen Haus sorgte. Dann schickte er ihn nach Padua zur Ausbildung, nahm ihn aber auch auf seine diplomatischen Missionen nach Spanien, Frankreich und England mit.
Spätestens 1476 war Andrea Gritti mit Benedetta di Luca Vendramin verheiratet. Sie starb jedoch in diesem Jahr bei der Geburt ihres Sohnes; das Kind überlebte. Dieses wurde auf den Namen Francesco getauft. Francesco heiratete 1503 Maria di Bernardo Donà, von der er zwei Töchter namens Benedetta und Vienna hatte. Benedetta ehelichte am 14. November 1520 Giovanni Pisani di Alvise. Vienna heiratete 1524 Polo Contarini di Zaccaria. Doch Francesco starb bereits im Jahr 1506; mit ihm starb der einzige legitime Sohn Andrea Grittis. Allerdings hatte er mit einer Griechin in Konstantinopel vier Söhne, die aber wiederum nicht erbberechtigt waren, zumal ihre Mutter nicht dem venezianischen Adel angehörte.

## Leben

### Konstantinopel (vor 1480 – 1505)
Jung verwitwet ging Gritti nach Konstantinopel in die Hauptstadt des Osmanischen Reiches. Er war vor allem im Getreidehandel tätig, und zwar auf eigene Rechnung, aber auch in einer Gesellschaft mit dem Genuesen Pantaleo Coresi. Dieser Genuese verfügte über gute Beziehungen zum Hof. Daher gelang es ihm während des und nach dem Krieg zwischen Venedig und dem Osmanenreich der Jahre 1499 bis 1503, zahlreiche Kriegsgefangene freizukaufen. Wie Battista Gritti, sein Großonkel, zog er diesen Fernhandel vor, allerdings wurde dieser 1480 vom Senat dafür gerügt, dass er sich, wohlwollend als mangelndes Verständnis gedeutet, nicht an die Bestimmungen aus Venedig gehalten habe. Er knüpfte für den jungen Andrea Gritti die amtlichen und Geschäftskontakte, auch stellte er Gentile Bellini dem Sultan vor.
In den nächsten zwanzig Jahren prosperierte die von Andrea Gritti gegründete Handelsgesellschaft. Er residierte in Pera, wo er das Leben mit einer jungen Griechin teilte. Sie schenkte ihm vier Söhne, nämlich Alvise (1480–1534), Giorgio, Lorenzo und Pietro. Allerdings hatten die Söhne in Venedig keinerlei Möglichkeiten, eine politische oder Verwaltungskarriere zu beginnen, da sie als illegitim galten. Andrea Gritti stand bald an der Spitze der großen Händlergemeinschaft der wachsenden Metropole, erlangte aber auch Einfluss auf die übrigen italienischen Gemeinden in Galata. Hilfreich waren die freundschaftlichen Beziehungen zum Wesir Achmed Pascha, der ihm gegen Geschenke Handels- und Zollerleichterungen einräumte. Der Wesir war zugleich Schwiegersohn des Sultans. Dieser, Bayezid II., zollte Gritti seine Achtung.
1492 wurde der Bailò Girolamo Marcello unter dem Vorwurf der Spionage der Hauptstadt verwiesen. Da kein Nachfolger bestellt wurde, füllte Gritti diese diplomatische Rolle bis zu einem gewissen Grad aus, jedoch ohne Legitimation durch Venedig. Je mehr sich jedoch die Konflikte zwischen den beiden Mächten zuspitzten, desto prekärer wurde auch Grittis Situation. Venedig versorgte er mit verschlüsselten Informationen über die Zusammensetzung der Flotte und der Armeeeinheiten. Diese gelangten über Korfu an Nicolò Gondola, einen Adligen aus Ragusa, der sie wiederum an Zaccaria Freschi lieferte, Sekretär des Senats. Getarnt als Austausch über Handelsfragen lieferte Gritti wichtige Informationen, was jedoch den osmanischen Behörden nicht entging. So wurde ein Vertrauensmann des Provveditore und Rettore von Lepanto hingerichtet, der mit einem Brief Grittis ertappt worden war. Die gleichen Folgen hatte ein weiterer Brief Grittis für einen Kurier. Im August 1499 wurde Gritti selbst – wegen seiner Freundschaft mit dem Großwesir – zwar nicht hingerichtet, jedoch wurde er in einem Turm der Festung Yedikule, bekannt als „Burg der sieben Türme“, festgesetzt. Wie berichtet wird, waren seine zahlreichen Freunde, unter ihnen auch Türken, entsetzt, die vielen, so heißt es, Frauen, die sich in ihn verliebt hatten, weinten.
32 Monate verbrachte Gritti in Haft, wobei er zeitweise dem Tode nahe war. Doch er erholte sich, wie am 15. Mai 1501 die Rettori von Korfu, Alessandro Venier und Pietro Leoni, nach Venedig berichteten. Als eine Zeit lang Hoffnung auf Frieden bestand, wurden die inhaftierten Kaufleute, darunter Gritti, freigelassen. Allerdings musste er 2400 Dukaten zahlen. Andrea Gritti kehrte 1502 mit seinen Söhnen nach Venedig zurück.
Gritti erschien am 10. März 1502 vor dem Collegio in Venedig und verhandelte auch mit den drei Häuptern (Capi) des Rates der Zehn. Dank seiner vollkommenen Griechischkenntnisse spielte Gritti bald eine zentrale Rolle, nämlich bei den Friedensverhandlungen. Die Abfassung eines Vertrages, dessen Text nachher von beiden Seiten akzeptiert wurde, war in Zeiten, in denen es an erfahrenen und mehrsprachigen, auch verhandlungssicheren Unterhändlern und Übersetzern mangelte, äußerst schwierig. Diese Erfahrung hatte man 1498 gemacht, als der einen Seite ein venezianischer, der anderen Seite ein türkischer Text vorgelegen hatte, denn beide Texte wichen inhaltlich voneinander ab. Dies hatte seinerzeit zu Konflikten geführt. Diesmal jedoch sprachen sowohl Gritti als auch der Wesir Griechisch, und so kam man zu einem unmissverständlichen Ergebnis. Am 20. Mai 1503 verpflichtete sich der Sultan mittels eines Gesandten zur Einhaltung des so ausgehandelten Friedensvertrages, ebenso wie der Doge Leonardo Loredan am selben Tag.

### Höchste politische Ämter, Gesandter in Rom (1505–1506), Rat der Zehn, Padua, Prokurator von San Marco
Andrea Gritti, der sich nach Abschluss des Friedensvertrages in ehrenhafte Untätigkeit hätte zurückziehen können, verabschiedete sich vom Beruf des Händlers, der ihm durch den Krieg mindestens 24.000 Dukaten Verlust eingetragen hatte.
Zunächst saß er in einer Kommission, die Forderungen der geschädigten Händler sammelte, um sie als Wiedergutmachungsforderungen dem osmanischen Hof vorzulegen. Dann wurde er Vertreter des Sestiere Castello im Dogenrat, der Finanzkommission beim Rat der Zehn. Schließlich gehörte er der Delegation an, die sich an den Hof Papst Julius’ II. aufmachte. Sie traf am 28. Oktober 1505 in Rom ein. Am 26. Mai 1506 berichtete er darüber vor dem Senat.
Schließlich wurde er zu einem der drei Häupter des Rates der Zehn erhoben. Allerdings kehrte sein Sohn Alvise 1506 nach Konstantinopel zurück. Nach ihm, dem überaus erfolgreichen Sohn des Dogen, türkisch: beyoğlu, heißt heute das Istanbuler Quartier Beyoğlu.

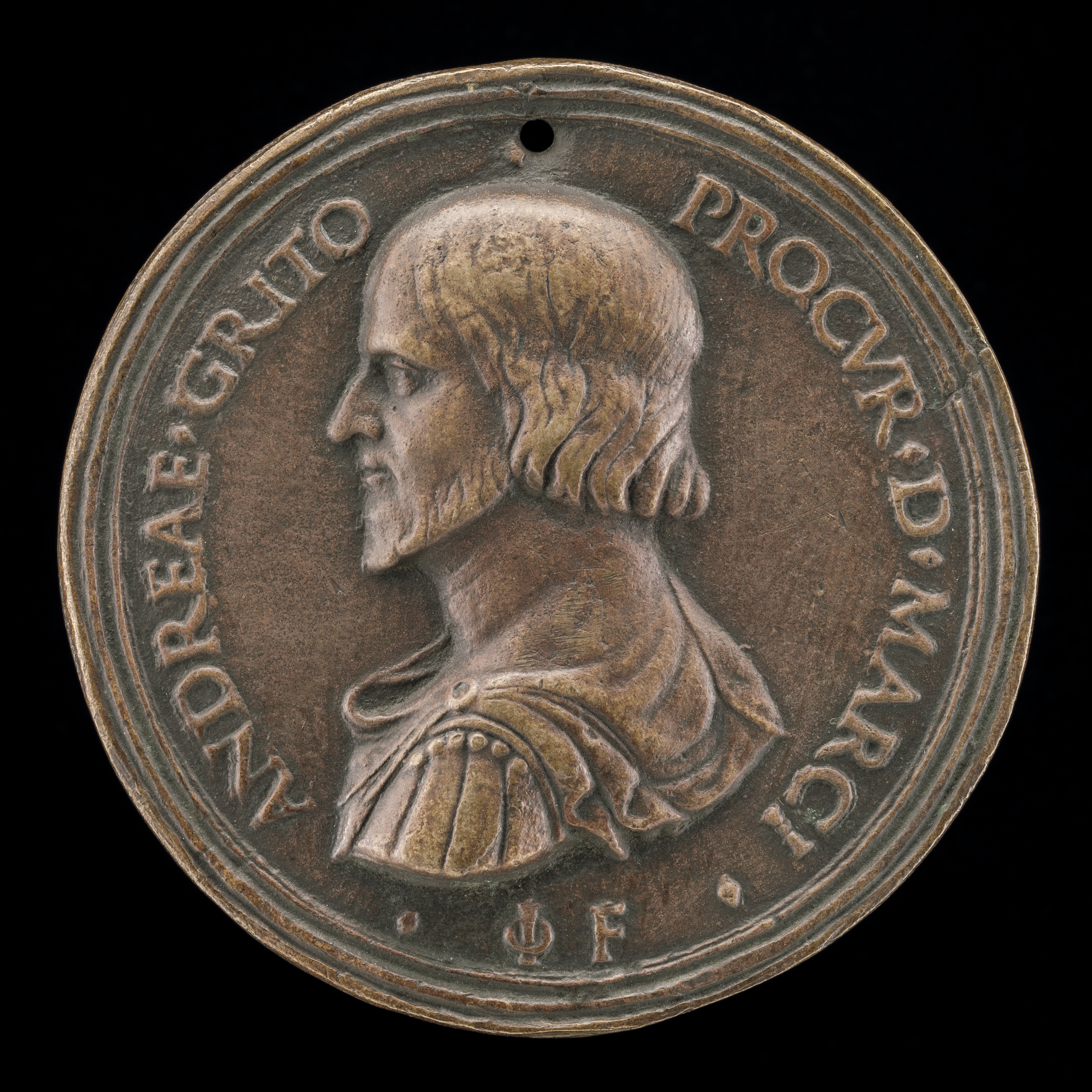
Giovanni Falier: Bronzene Schaumünze mit dem Porträt des Procuratore di San Marco, Durchmesser 6,57 cm, Gewicht 105,5 g, um 1512/1516, National Gallery of Art 1957.14.749.a

Während sich die Beziehungen zum Kaiserreich verschlechterten, wurden er und Giorgio Corner 1508 zu Provveditori generali gewählt, mit dem Auftrag, sich an jeden Ort zu begeben, wo es nötig sei. Gritti kümmerte sich vor allem um den Ausbau der Festungswerke, insbesondere im Trentino. Am 23. Juni berichtete er vor dem Senat. Wieder saß er im Rat der Zehn und wurde Savio del Consiglio. Am 12. April 1509 wurde er zum Prokurator von San Marco de supra gewählt.

### Militär, Niederlage bei Agnadello (1509), Oberbefehlshaber
Als Provveditore generale in campo inspizierte er, gemeinsam mit Bartolomeo Alviano, erneut Verteidigungsanlagen, dann schloss er sich mit 1500 Infanteristen Niccolò Orsini im Gebiet von Brescia an, eilte mit 2000 Mann Cremona zu Hilfe.
Aus der katastrophalen Niederlage von Agnadello entkam er mit Mühe nach Orzinuovi, wobei es ihm gelang, die Markusstandarte, wenn auch lädiert, für San Zanipolo zu retten. In den folgenden Monaten wurde Gritti geradezu zum Symbol des Widerstands gegen die kaiserliche Politik. Es gelang ihm am 17. Juli in Padua einzuziehen, am 19. Juli fiel die Burg. Die dortige antivenezianische Haltung, insbesondere des pro-kaiserlichen Adels, unterdrückte er mit Inhaftierungen, Hinrichtungen, Konfiszierungen, Verbannungen, auch der Jagd nach Geflohenen. Über 300 Gefangene gingen nach Venedig.
Doch ließ er nicht zu, dass venezianische Adlige die Stadt ausplünderten, so dass sich seine Härte auch gegen die eigenen Männer richten konnte. Auch erkannte er, dass die Landbevölkerung, inzwischen im Guerillakrieg, auf venezianischer Seite stand, weil sie vom Feudalregime des Kaiserreiches und der mit ihm verbündeten Adligen Oberitaliens nichts Gutes erhoffen konnte. Am 23. Juli schrieb er aus Padua nach Venedig, es sei nötig, dieses einfache Volk mit einer spürbaren Anerkennung zu versehen („Saria molto a proposito gratificar questo populo“). Tatsächlich räumte Venedig den bewaffneten Bauern eine fünfjährige Befreiung von Lasten und Abgaben, eine Schuldenstreichung und den Erlass von Steuerschulden ein. Während diejenigen Adelskreise in Venedig, deren Politik auf eine Seeherrschaft ausgerichtet war, dadurch die Staatsfinanzen gefährdet sahen, plädierte Gritti für eine viel stärkere Einbeziehung der Bauern in den Militärapparat des Festlands, einschließlich entsprechender Verdient- und Aufstiegsmöglichkeiten. Am 20. August begann die Belagerung der Stadt durch kaiserliche Truppen. Die vom Umland fliehenden Bewohner stattete er mit 10 Soldi pro Tag aus und legte die Kosten auf die Bürger um. Dies sollte ihre Kampfbereitschaft im bevorstehenden Großangriff stärken. Doch dieser blieb aus. Gritti, der Padua verließ, ließ einen seiner Söhne, nämlich Pietro, als Revisor der Abrechnungen des Podestà von Padua zurück.
Im darauffolgenden Jahr 1510, nach dem Tod des seinerzeitigen Generalkapitäns Nicolo di Pitigliano, übernahm Gritti das Kommando über die gesamte venezianische Armee, musste sich wegen des französischen Vormarsches aber nach Venedig zurückziehen. Bis zum Ende der Liga von Cambrai konnte er die Fronten halten und trotz der ersten Niederlage der Heiligen Liga Venedigs Position verteidigen. 1512 verließ Gritti die Heilige Liga nach Verhandlungen mit Franz I. von Frankreich und schloss ein Bündnis mit ihm.
Schon als der Doge Leonardo Loredan 1511 erkrankte, betonten Anhänger Grittis im Rat der Zehn in Briefen seine Verdienste und ließen so durchblicken, dass er sich eine entsprechende Kompensation, nämlich das Amt des Dogen erwartete. Doch Loredan erholte sich.

### Französische Gefangenschaft (1512), Bündnis mit Ludwig II. (1513)
Ende Dezember stand Gritti mit seinen Truppen am Isonzo im Osten. Dann zog er allein – sein Kollege Gian Paolo Baglioni war erkrankt – im Februar 1512 in Brescia ein. Dort brachte er einen seiner Söhne, nämlich Lorenzo, als Buchhalter unter. Doch es gelang ihm nicht, die von Franzosen besatzte Burg zu erobern, denn es fehlte an Artillerie. Nun wurde Gritti seinerseits belagert, die Stadt fiel, und er wurde gefangen genommen. Er wurde nach Mailand ins Castello Sforzesco verbracht. Dort wurde er von Giangiacomo Trivulzio, mit dem er 1508 gegen Maximilian kooperiert hatte, überaus rücksichtsvoll behandelt. In einem Schreiben an den Rat der Zehn vom 19. März erwähnt Gritti, Trivulzio habe ihm ein Bündnis mit Frankreich vorgeschlagen. Venedig, das sich an den Papst gebunden sah, lehnte ab. Gritti wurde in Lyon von König Ludwig XII. ehrenvoll empfangen, er lebte zwar in Gefangenschaft, aber doch am Hof, wo er sich häufig mit dem König unterhielt. Als sich jedoch Papst Julius II. zum Verbündeten des Kaisers erklärte, sah man sich in Venedig nicht mehr in der Pflicht. Nach dem Tod des Papstes am 21. Februar 1513 dauerte es nicht lange, bis Frankreich und Venedig ein Bündnis eingingen (23. März). Unterzeichnet wurde das Abkommen von Gritti, der nun frei war. Er erhielt am 2. Mai die Erlaubnis, in die französische Armee einzutreten. Nach Kämpfen im Piemont, darunter der vergeblichen Belagerung von Novara, kehrte er nach Venedig zurück.

### Rückreise nach Venedig (1513), Verteidigung Paduas und Kampf gegen Spanier, Dogenwahl von 1521
In der Nacht des 14. Juni verließ er Alba, befand sich am 16. Juni in Savona, dann Genua. Nun wurde er als Parteigänger Spaniens von den Fregoso gejagt, denen er nach Torriglia und schließlich Sarzana entkam. Über Pietrasanta, Lucca und Pistoia gelangte er nach Bologna, dann Ferrara. Am 1. Juli war er wieder in Venedig, wo man ihm zu seinen Erfolgen und seiner gelungenen Heimkehr gratulierte. Dabei erfuhr er von seiner Nominierung zum Savio del Consiglio.
Am 9. Juli reiste er bereits ins von kaiserlichen Truppen belagerte Padua, das er erfolgreich verteidigte. Wieder kehrte er am 23. August nach Venedig zurück. Zu dieser Zeit hält Marin Sanudo ihn für den „primo homo della nostra patria e il più degno“, also ‚den ersten Mann seines Vaterlandes und für den würdigsten‘. Dann zog er wieder, diesmal bei Vicenza, in den Krieg. Dort kam es zu Differenzen mit Alviano über strategische Fragen, so dass man versuchte, ihn am 20. Mai 1514 zum Generalkapitän zu machen, zum obersten Flottenführer. Doch trat Gritti diese Position nicht an. Wieder gehörte er dem Dogenrat an, ebenso wie dem Rat der Zehn.

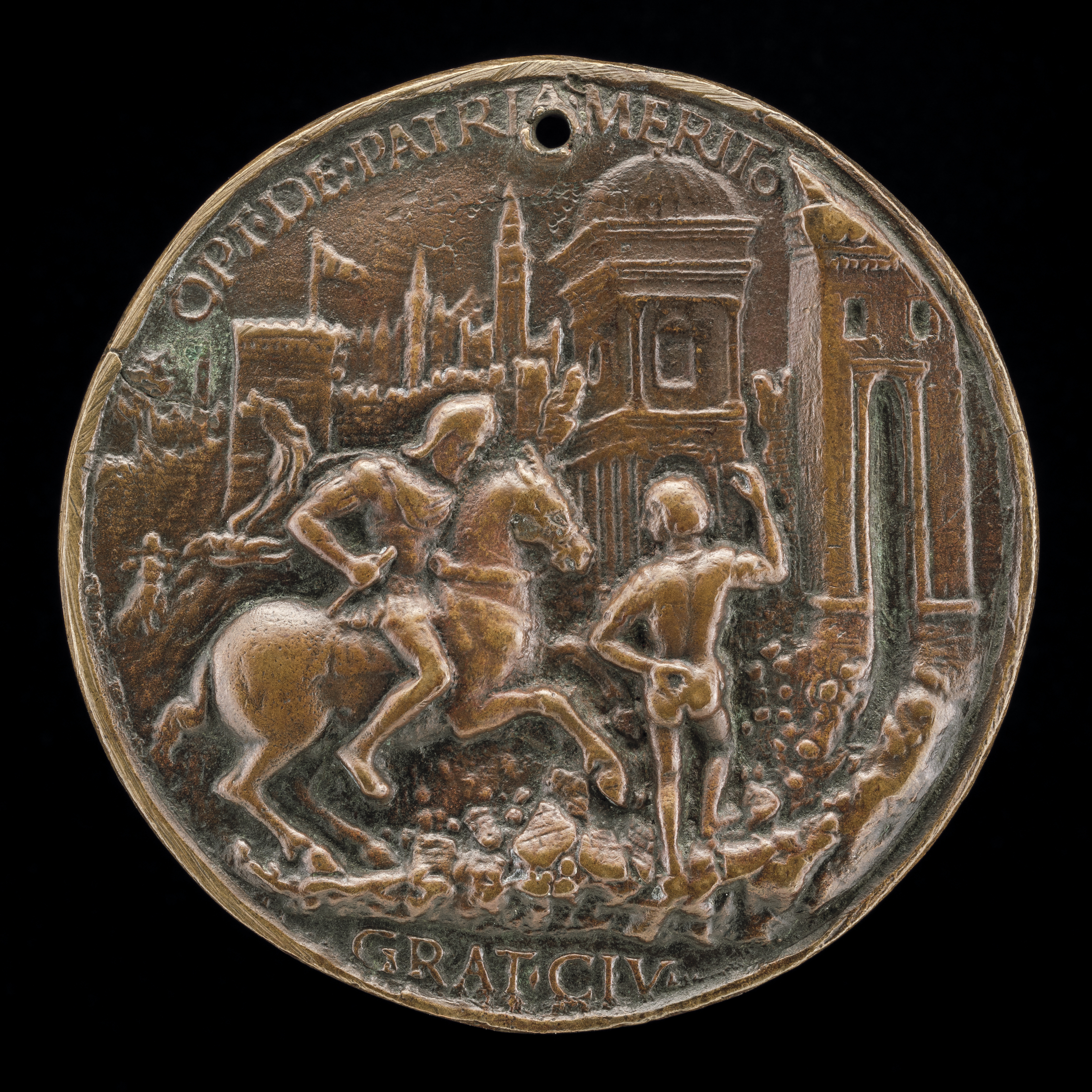
Andrea Gritti auf der Rückseite einer Schaumünze von Giovanni Falier. Dargestellt ist Gritti und eine eingebrochene Stadtmauer nebst Stadtsilhouette. Es handelt sich wohl um Brescia oder Bergamo, die unter Gritti erobert wurden.

Nach seinem Sieg bei Marignano wünschte der neue König von Frankreich, Franz I., mit Gritti persönlich zu verhandeln. Dieser war am 26. Mai bei der Rückeroberung von Brescia dabei. Um die ständigen Kämpfe finanzieren zu können, zwang Gritti die Stadt Bergamo, Vermögenswerte zu verkaufen. Um die darniederliegende Wirtschaft zu stärken, ließ er in Orzivecchi einen zollfreien Markt einrichten.
In Verona, das seit dem 7. Januar 1517 wieder venezianisch war, zog Gritti am 24. Januar ein. Anfang März ging er dort zu Festungsinspektionen nach Treviso, um am 16. März dem Senat Bericht zu erstatten. Dort legte er einen Plan für die Verteidigungsorganisation der Terraferma vor.
Am 14. November 1520 erhielt Gritti den Auftrag, den osmanischen Hof wegen eines Vorfalls in Coron zu beschwichtigen. Doch nun traf ihn ein Affront, denn man verminderte den Wert des von Gritti vorgeschlagenen Geschenks an den Sultan drastisch. Der Gesandte reiste dennoch Ende Februar 1521 nach Konstantinopel ab. Im Dogenpalast war die Bereitschaft, Grittis Vorschlägen zu folgen, nicht mehrheitsfähig.
Dies zeigte sich auch bei der Wahl, die nach dem Tod Leonardo Loredans erfolgte. Von den 41 Elektoren in der letzten Phase der Dogenwahl erhielt Gritti zunächst 13 Stimmen, dann 17, schließlich 15. Am 6. Juli 1521 wurde Antonio Grimani mit 28 Stimmen zum Dogen gewählt. Gritti hatte in Alvise Priuli einen scharfen Gegner gefunden. Dieser prangerte im Senat immer wieder an, dass er sich Entscheidungen der Ratsgremien entzogen habe, dass er nur nach seinem eigenen Kopf handle, und, dass er extrem ungeduldig mit Andersdenkenden umgehe.
Währenddessen kämpften die Truppen zusammen mit denen unter Führung von Odet de Foix, dem Vicomte von Lautrec. Doch am 13. Oktober 1521 erlitt dieser eine schwere Niederlage gegen spanische Truppen, woraufhin er und Gritti nach Mailand eilten. Während Gritti nach Lodi floh, um auf Lautrec zu warten, brachte er die verbliebenen Truppen nach Crema, nachdem dieser ausblieb; schließlich gelang es ihm Vigevano zu erobern. Lautrec hingegen gelang es nicht, Pavia einzunehmen.
Zurück in Venedig nahm Gritti das Amt des Provveditore all'Arsenale an, er war also für die Flotte zuständig, genauer gesagt, das Arsenal im Osten der Stadt. Gemeinsam mit Alvise Pisani nahm er wieder Handelstätigkeiten auf, diesmal mit Getreide. Anlässlich seiner Wahl zum Savio del Consiglio verwies er selbst auf einen gravierenden Interessenkonflikt, denn Grittis Weizenhandel war inzwischen so umfangreich geworden, dass er gleichsam zum Staatslieferanten geworden war.

### Wahl zum Dogen, Verdacht der Tyrannei

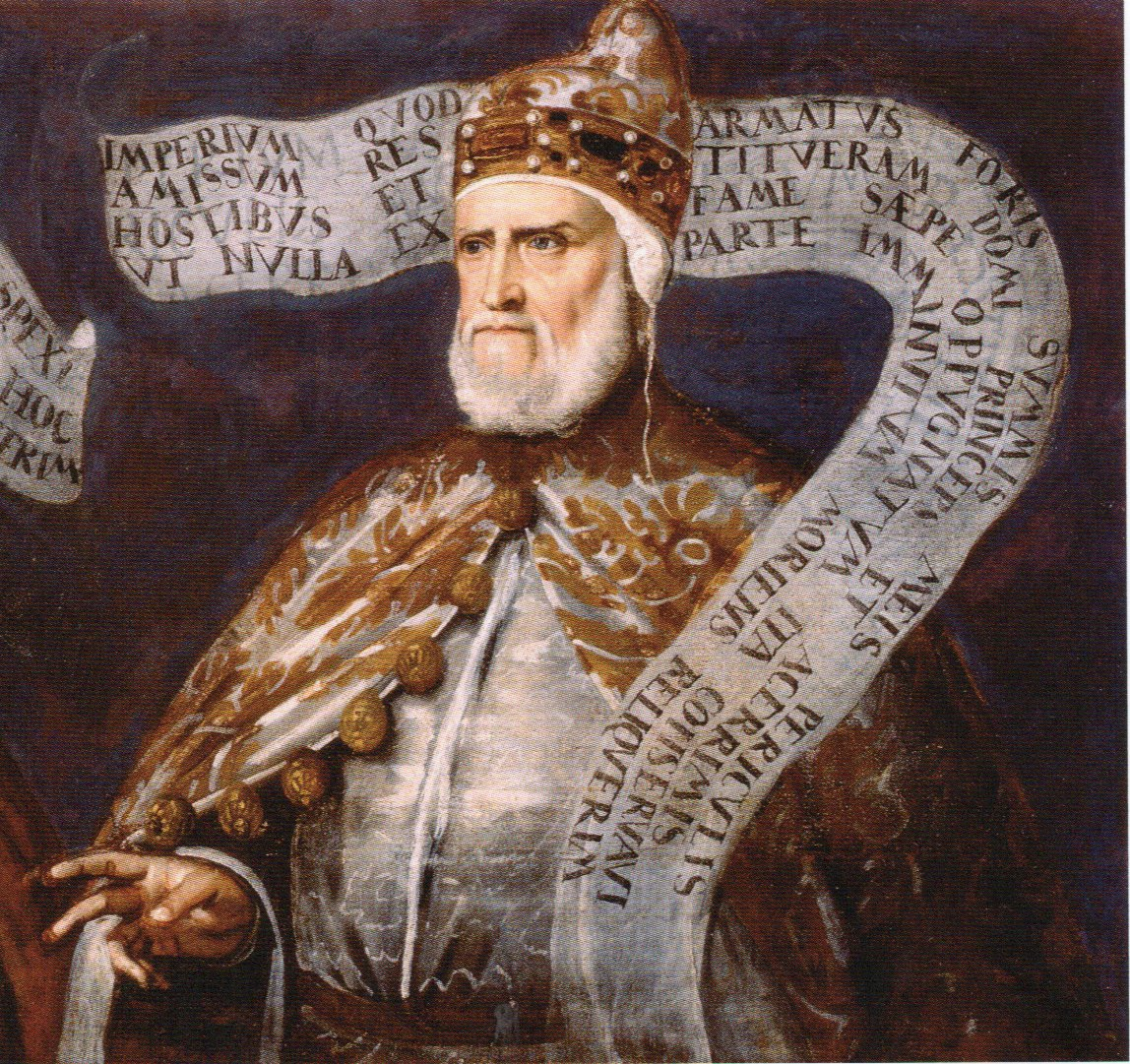
Domenico Tintoretto: Darstellung des Dogen im Dogenpalast, die in einem Spruchband seine Verdienste hervorhebt. Das Bildnis ist eines der 38 Doppel-Dogenporträts im Saal des Großen Rates.

Als am 7. Mai 1523 der Doge starb, stand erneut Grittis Kandidatur im Raum. Favorit war allerdings Antonio Tron. Doch lehnte dieser die Wahl ab. Währenddessen warf Alvise Priuli seinem Widersacher vor, er habe drei „bastardi in Turchia“, er sei autoritär, anmaßend, zugleich ausweichend, ja, tyrannisch. Gritti wurde als Freund der Franzosen beschimpft, er sei ein Kriegstreiber, ein bedenkenloser Frauenjäger. Dennoch erhielt er in den Zwischenstufen der Wahl 18 von 45 Stimmen, dann sogar 6 von 11. Doch das Quorum lag nun bei 25, es fehlten ihm drei Stimmen. Alvise Pisani, sein Geschäftspartner und zugleich Schwiegervater seiner Nichte Benedetta, der Frau von Giovanni Pisani, dem Sohn von Alvise, setzte alles daran, sie zu beschaffen. Schließlich wurde Gritti am 20. Mai 1523 mit genau 25 Stimmen zum Dogen gewählt.
Jener Alvise Priuli, sein Gegner, hielt ihn weiterhin für einen Tyrannen. Die Menge rief beim feierlichen Umzug „Trun, Trun“, rief also nach Tron, dem Anwalt des Volkes, der den Adel so scharf kritisiert hatte. In Anspielung auf seine osmanische Vergangenheit wurde Gritti als „doxe chan“ denunziert, einige versuchten gar, einen Umsturz durch das Volk zu befördern. Ein anonymer Patrizier schrieb Verse, in denen es hieß: „Se voi non lo punireti / dal populo tutto occixi sareti“, ‚wenn ihr ihn nicht bestraft, werdet ihr vom Volk alle umgebracht‘. Eine kaum verhohlene Aufforderung, Gritti zu töten, um das Adelsregiment vor dem Sturz durch das Volk zu retten. Die Erinnerung an Marino Falier und die Verschwörung von 1355 war allen selbstverständlich zur Hand und durch die venezianische Geschichtsschreibung beinahe allgegenwärtig.

### Das Dogenamt

#### Innenpolitik

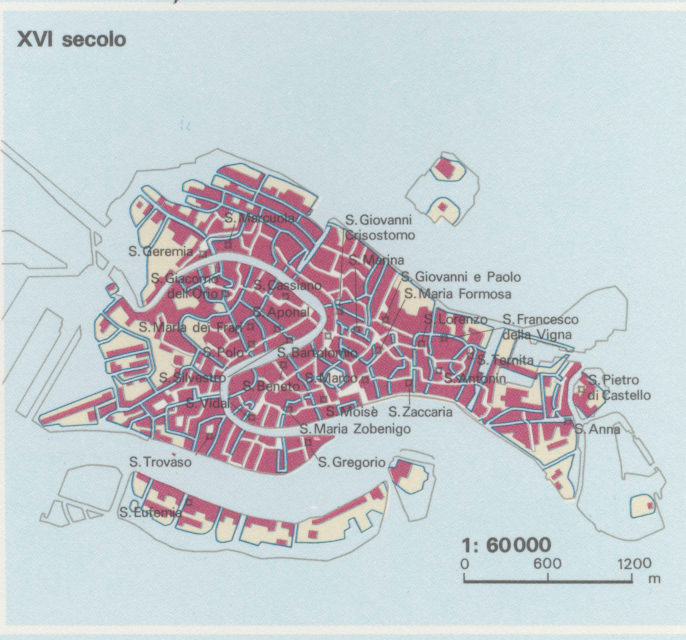
Karte Venedigs im 16. Jahrhundert

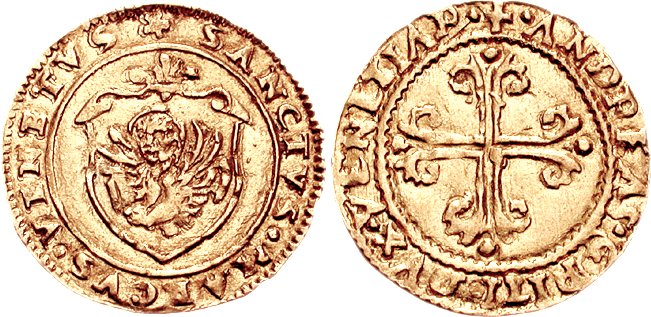
Unter Gritti geprägter Mezzo Scudo

Gritti verstieß gelegentlich gegen die zahlreichen Regularien, die das höchste Amt umgaben. So verwahrte sich der Rat der Zehn vehement dagegen, dass er sich allein mit dem französischen Gesandten Jean Langeac traf. Auch las er offizielle Briefe, ohne, wie es vorgeschrieben war, mindestens zwei Räte oder Savi hinzuzuziehen. Am 6. Dezember 1537 wurde er ausdrücklich an seinen Amtseid, die promissione ducale, erinnert, und aufgefordert, die dortigen Vorgaben peinlich genau einzuhalten. Die Dogen, deren Macht eingehegt werden sollte, durften Venedig nur noch mit einer ausdrücklichen Genehmigung des Großen Rates verlassen. Gritti hielt sich an diese Regel, auch wenn er sich nur auf die Insel Murano begab, um seine Gicht zu lindern.
Gritti selbst setzte sich dafür ein, dass der Große Rat die letzte Instanz blieb, doch war es der Senat und der Rat der Zehn, die als eigentliche Kerne der Macht fungierten. Um zwischen den Adelsgruppen, die im Großen Rat repräsentiert waren, auszugleichen, setzte sich Gritti dafür ein, dass man die Beschlüsse dieses riesigen Gremiums auch im Senat akzeptierte, wo sich eher die führenden Familien konzentrierten. Ein anderer Hebel, um Einfluss und Vermögen der Familien zu mehren, waren Kirchenämter. Andrea Gritti bedauerte, dass die lukrativsten Kirchenämter vor allem in den Händen der Familien Pisani, Grimani und Corner lagen. Am 26. Mai 1523 erklärte er im Großen Rat, dass er sich für die weniger Begüterten einsetzen wollte. Damit wiederum konnte er, da im Großen Rat jede Adelsfamilie das gleiche Gewicht hatte, sein Amt stärken, denn die weniger Vermögenden unter ihnen waren dort bei Weitem in der Mehrheit.
Jedoch brachte Andrea Gritti auch den weniger vermögenden Adel gegen sich auf, deren Existenz stark von den ihm vorbehaltenen Ämtern abhing. Besonders die Tätigkeit als Richter war von Bedeutung. Gritti wollte das Römische Recht einführen, was aber eine Ausbildung dieser Laienrichter vorausgesetzt hätte. Diese Ausbildung, in Padua oder Bologna, war für die ärmeren Adligen jedoch nicht finanzierbar, zudem beherrschten zu wenige Latein. Sie setzten mit ihrer Mehrheit durch, dass es in Venedig bei einem Laienrichtertum sowie der Orientierung an Präzedenzfällen blieb.
Gritti drängte auf die Fertigstellung des Palazzo dei Camerlenghi an der Rialtobrücke, zumal diese Brücke am 14. August 1524 zusammengebrochen war. Er war im Vorsitz des Collegio alle aque tätig, das sich um die Aufrechterhaltung des Gleichgewichts in der Lagune bemühte. Insgesamt schwebte ihm eine Widerspiegelung des Glanzes der Stadt auf der kulturellen Ebene, vor allem des Städtebaus vor.
In seinem letzten Jahr, 1537, wurden erstmals Esecutori alla bestemmia eingesetzt, deren Aufgabe es war, Abweichler vom kirchlichen Dogma zu beobachten und zu verfolgen. Dabei spielten Prostitution, Glücksspiel und Fehlverhalten des Klerus zunächst eine zentrale Rolle, weniger die Verfolgung von Häretikern.

#### Außenpolitik
Nach seiner Wahl zum Dogen schloss Venedig am 29. Juli 1523 einen Vertrag mit Karl V., der die Beteiligung an den italienischen Kriegen beendete. Gritti war mit diesem Vertrag keineswegs einverstanden, dennoch verkündete er die entsprechenden Abmachungen. Er versuchte die Neutralität der Republik trotz der fortgesetzten Kämpfe zwischen Franz I. und Karl V. aufrechtzuerhalten. Das Ansinnen des Kaisers, den Protestantismus zu verfolgen, wies Venedig 1530 mit dem Hinweis auf seine Freiheit zurück.
Dabei drängte die Mehrheit der Adligen darauf, die Aufmerksamkeit auf das Vordringen des Osmanischen Reichs in Ungarn zu richten. Gritti hingegen hatte ausdrücklich die Gesandtschaft nach Konstantinopel befürwortet, die am 1. September 1537, wenn auch vergeblich, einen Frieden anstrebte. Er konnte weder verhindern, dass sich Venedig in einen Kreuzzug hineinziehen ließ, als es am 8. Februar 1538 ein Bündnis mit dem Papst und dem Kaiser abschloss, noch konnte er verhindern, dass Süleyman I. 1537 Korfu angreifen ließ und damit Venedig erneut einen Krieg aufzwang. Die Niederlage in der Seeschlacht von Preveza (1538) bestätigte seine Warnungen.

#### Ableben
Am 25. März 1530 verletzte sich Andrea Gritti bei einem Sturz schwer, er brauchte Monate, um sich davon zu erholen. Am 29. September 1534 erfuhr er vom tragischen Tod seines Sohnes Alvise, dessentwegen er zurücktreten wollte. Doch wurde dies abgelehnt. Gritti bereitete seine eigene Grabrede vor, die Bernardo Navagero halten sollte. Noch am 24. Dezember 1538 gönnte er sich eine gewaltige Fischmahlzeit; er starb vier Tage später.
Sein Leichnam wurde am 29. Dezember 1538 einbalsamiert, dann, am nächsten Tag, für drei Tage im Dogenpalast, in der Sala del Piovego aufgebahrt. Täglich wurde der Doge neu gekleidet, bis er am 1. Januar 1539 in einer feierlichen Prozession nach San Zanipolo getragen wurde.

## Grabmal und Bilder

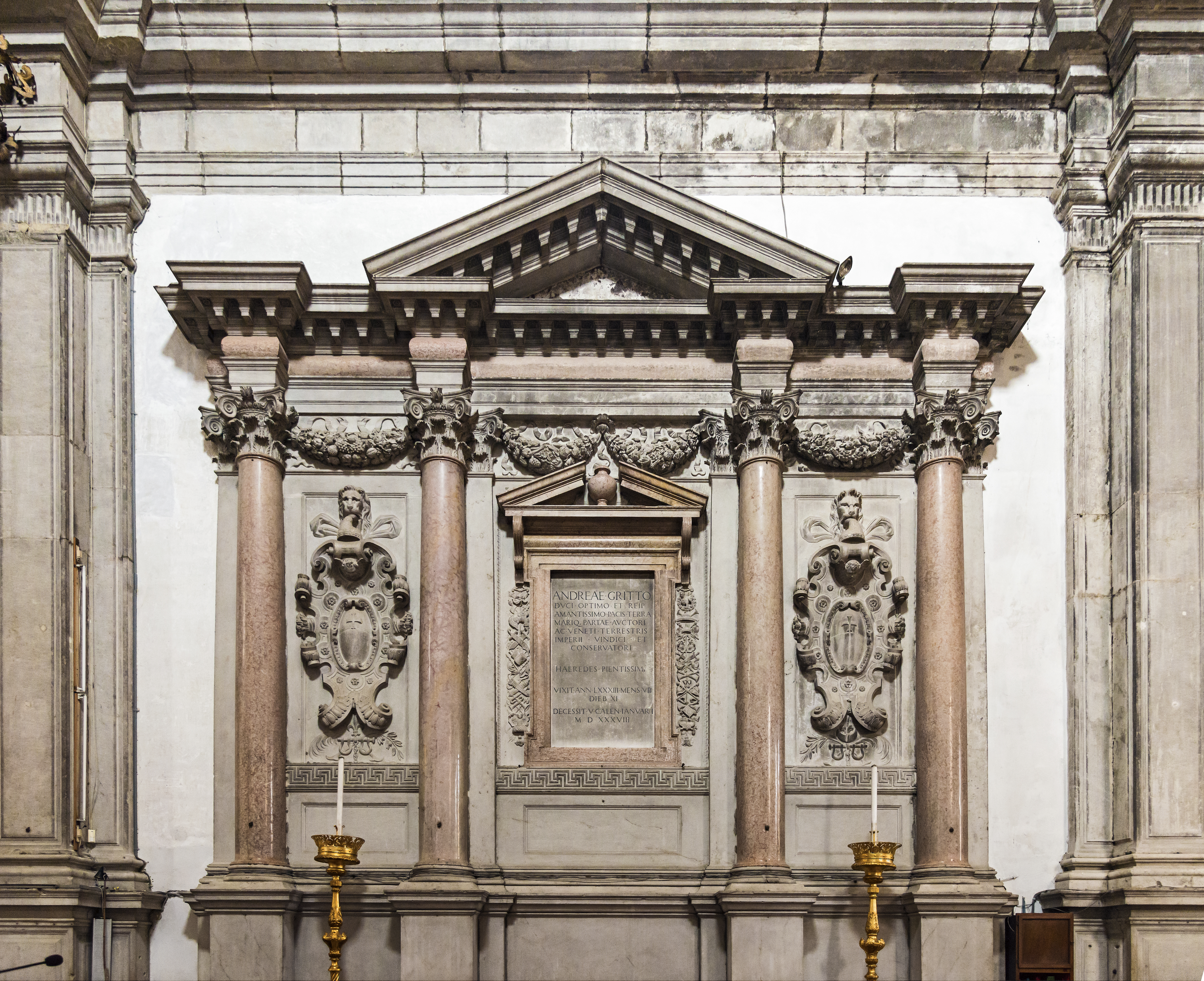
Sein Grab im Chor von San Francesco della Vigna; in der Inschrift werden seine außenpolitischen Verdienste gerühmt, dann seine genaue Lebensspanne („VIXIT ANN LXXXIII MENS VIII DIEB XI“) sowie das Datum seines Todes aufgeführt.

Andrea Gritti wurde zunächst in San Zanipolo beigesetzt. 1580 wurde sein Leichnam in die von Jacopo Sansovino entworfene Kirche San Francesco della Vigna überführt, zu deren Grundsteinlegung Gritti 1534 den Auftrag gegeben hatte. Dort erinnert eine Inschriftentafel an den Dogen.

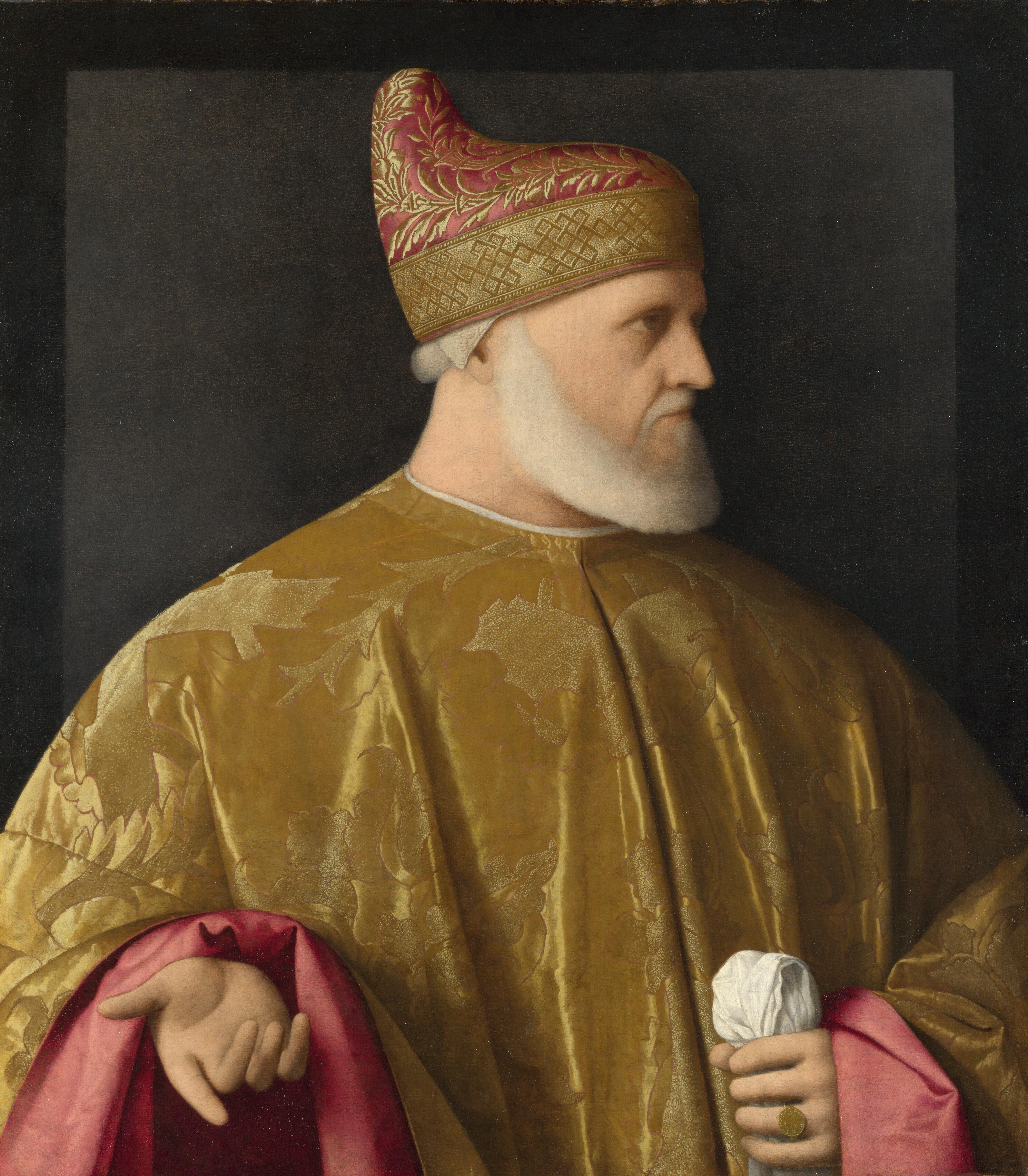
Vincenzo Catena zugeschriebenes Gemälde: Andrea Gritti, um 1530, Öl auf Leinwand, 97,2 mal 79,4 cm, National Gallery (London)

- Paris Bordone: Der Fischer von Poveglia überreicht dem Dogen den Ring, Galerie dell' Accademia, Venedig
- Tintoretto: Der Doge Andrea Gritti vor der Madonna mit dem Kind und den Heiligen Marina, Bernhard, Ludwig und Markus, 1581/84, Votivbild, Sala del Collegio, Dogenpalast
- Tizian und Werkstatt: Der Doge Andrea Gritti, Modello, Metropolitan Museum, New York
- Tizian: Der Doge Andrea Gritti, National Gallery of Art, Washington (s. o.)
- Palma Giovane: Votivbild des Dogen Andrea Gritti, Dogenpalast, Sala del Collegio, Venedig